# Anisopeplus
Anisopeplus is een kevergeslacht uit de familie van de boktorren (Cerambycidae). De wetenschappelijke naam van het geslacht werd voor het eerst geldig gepubliceerd in 1935 door Melzer.

## Soorten
Anisopeplus is monotypisch en omvat slechts de volgende soort:
- Anisopeplus perplexus Melzer, 1935